# Tuili
Tuili ist eine italienische Gemeinde (comune) mit 916 Einwohnern (Stand 31. Dezember 2023) in der Provinz Medio Campidano auf Sardinien. Die Gemeinde liegt etwa 34 Kilometer nordöstlich von Villacidro und etwa 17 Kilometer nordnordöstlich von Sanluri. Der kleine See Pauli Maiori befindet sich im Norden der Gemeinde.

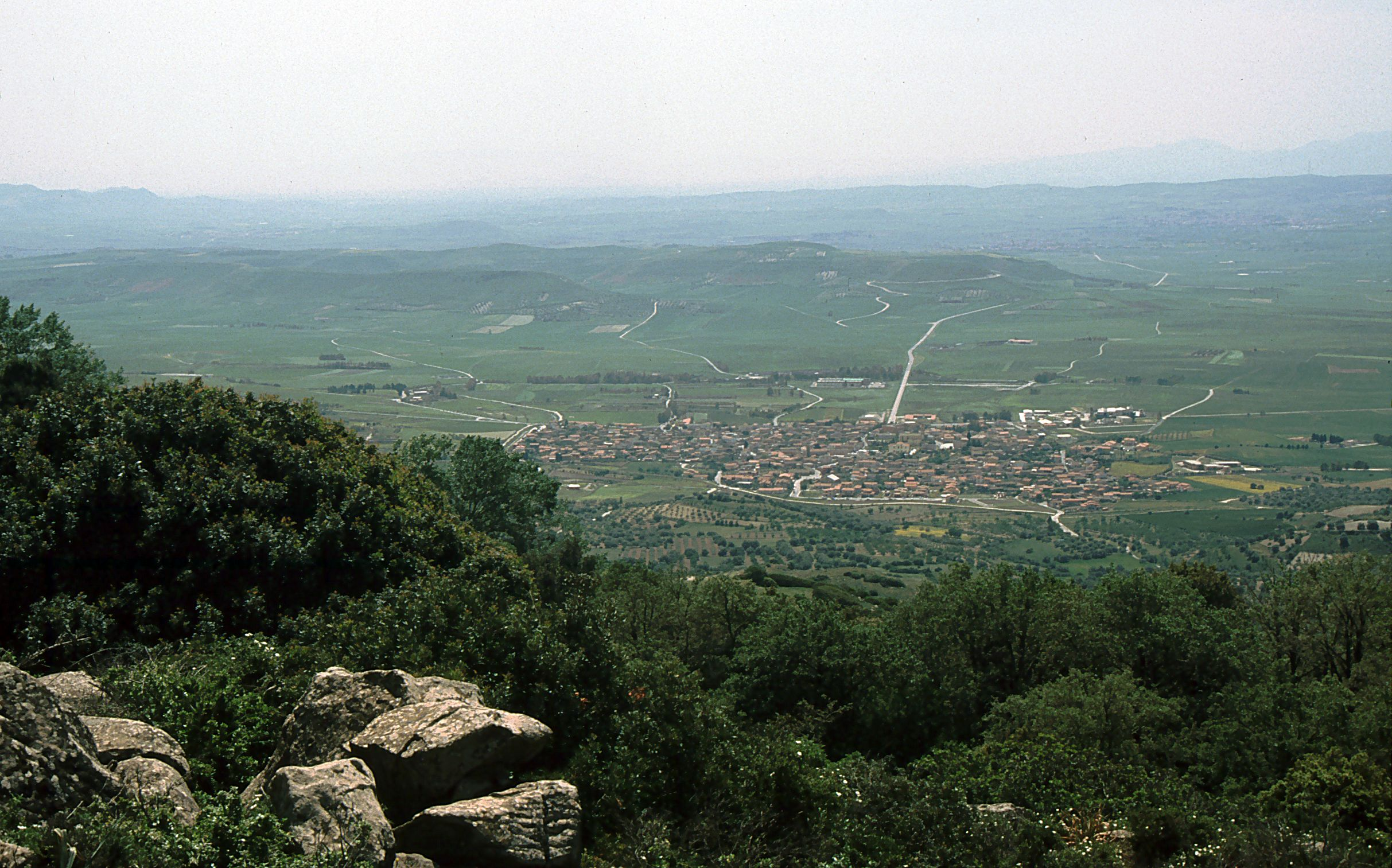
Tuili von der Giara di Gesturi